# Timur Kriaczko
| Odkryte planetoidy: 61   | Odkryte planetoidy: 61 |
| ------------------------ | ---------------------- |
| (6465) Zvezdotchet       | 3 marca 1995           |
| (8561) Sikoruk           | 26 września 1995       |
| (8717) Richviktorov      | 26 września 1995       |
| (12413) Johnnyweir       | 26 września 1995       |
| (12414) Bure             | 26 września 1995       |
| (12421) Zhenya           | 16 października 1995   |
| (14042) Agafonov         | 16 października 1995   |
| (16711) Ka-Dar           | 26 września 1995       |
| (27849) Suyumbika        | 29 października 1994   |
| (29345) Ivandanilov      | 22 lutego 1995         |
| (48631) Hasantufan       | 26 września 1995       |
| (216888) Sankovich       | 2 listopada 2008       |
| (237265) Golobokov       | 28 listopada 2008      |
| (246789) Pattinson       | 24 lutego 2009         |
| (256697) Nahapetov       | 6 stycznia 2008        |
| (263940) Malyshkina      | 20 kwietnia 2009       |
| (264077) Dluzhnevskaya   | 24 września 2009       |
| (264150) Dolops          | 10 listopada 2009      |
| (269485) Bisikalo        | 21 października 2009   |
| (275215) Didiermarouani  | 23 listopada 2009      |
| (279119) Khamatova       | 19 lipca 2009          |
| (279226) Demisroussos    | 24 października 2009   |
| (294595) Shingareva      | 6 stycznia 2008        |
| (296525) Milanovskiy     | 20 lipca 2009          |
| (296577) Arkhangelsk     | 11 września 2009       |
| (296638) Sergeibelov     | 23 września 2009       |
| (296753) Mustafamahmoud  | 19 października 2009   |
| (296819) Artesian        | 17 listopada 2009      |
| (296905) Korochantsev    | 10 lutego 2010         |
| (301553) Ninaglebova     | 13 kwietnia 2009       |
| (301794) Antoninkapustin | 12 czerwca 2010        |
| (305287) Olegyankov      | 6 stycznia 2008        |
| (306019) Duren           | 18 lutego 2010         |
| (315493) Zimin           | 6 stycznia 2008        |
| (321046) Klushantsev     | 29 sierpnia 2008       |
| (321484) Marsaalam       | 17 września 2009       |
| (321577) Keanureeves     | 14 października 2009   |
| (325436) Khlebov         | 26 lipca 2009          |
| (328563) Mosplanetarium  | 17 września 2009       |
| (343322) Tomskuniver     | 6 lutego 2010          |
| (343587) Mamuna          | 5 kwietnia 2010        |
| (346889) Rhiphonos       | 28 sierpnia 2009       |
| (350838) Gorelysheva     | 27 października 2011   |
| (356217) Clymene         | 23 września 2009       |
| (365250) Vladimirsurdin  | 26 lipca 2009          |
| (365375) Serebrov        | 19 października 2009   |
| (367633) Shargorodskij   | 11 listopada 2009      |
| (372578) Khromov         | 24 października 2009   |
| (372626) IGEM            | 12 listopada 2009      |
| (375832) Yurijmedvedev   | 22 października 2009   |
| (384282) Evgeniyegorov   | 28 sierpnia 2009       |
| (395148) Kurnin          | 10 lutego 2010         |
| (400673) Vitapolunina    | 24 lipca 2009          |
| (406957) Kochetova       | 21 lipca 2009          |
| (407016) Danielerdag     | 18 września 2009       |
| (407243) Krapivin        | 21 listopada 2009      |
| (429120) Mikhaillavrov   | 23 września 2009       |
| (437192) Frederikolsen   | 27 sierpnia 2011       |
| (451138) Rizvanov        | 29 sierpnia 2009       |
| (468725) Khalat          | 5 maja 2010            |
| (528997) Tanakatakenori  | 20 kwietnia 2009       |
| 1.                       |                        |

Timur Walerjewicz Kriaczko (ros. Тимур Валерьевич Крячко, ur. 1970) – rosyjski astronom amator.
W latach 1994–2011 odkrył 61 planetoid (w tym 59 samodzielnie). Odkrył także kilkadziesiąt gwiazd nowych i współodkrył kilka supernowych (SN 2008fe, SN 2009ln, SN 2009lt, SN 2011hx, SN 2011if, SN 2012ae).
Obserwacje planetoid i komet rozpoczął w 1994 roku uzyskawszy dostęp do 40-cm astrografu w Północnokaukaskiej stacji astronomicznej Uniwersytetu Kazańskiego. W 2007 roku wraz z Borisem Satowskim uruchomił pierwszy w Rosji zdalnie sterowany teleskop prywatny.
Na jego cześć nazwano planetoidę (269589) Kryachko.